# يحمور (جنس)
اليحمور أو اليأمور (الاسم العلمي: Capreolus)، جنس حيوان ثديي من فصيلة الأيل. أنواعه الموجودة اثنان:
| الصورة | الاسم الشائع | الاسم العلمي        | التوزيع                                                                                                |
| ------ | ------------ | ------------------- | --- |
|        | يحمور أوروبي | Capreolus capreolus | من إسكتلندة جنوبًا إلى البحر الأبيض المتوسط وشرقًا إلى إيران والقوقاز. أُدخل إلى إرلندة وأستراليا وبونبي. |
|        | يحمور سيبيري | Capreolus pygargus  | جبال الأورال جنوب القوقاز والشرق إلى منشوريا. أُدخل فترة وجيزة في إنجلترا ولكنهُ انقرض بحلول عام 1945.   |